# Monopyle sodiroana
Monopyle sodiroana är en tvåhjärtbladig växtart som beskrevs av Karl Fritsch. Monopyle sodiroana ingår i släktet Monopyle och familjen Gesneriaceae. Inga underarter finns listade i Catalogue of Life.